# Phanaeus demon
Phanaeus demon là một loài bọ cánh cứng trong họ Bọ hung (Scarabaeidae).